# 重音Teto
重音Teto是作为2008年愚人節發话由日本匿名留言板2channel网友发起的虚构人物。本身的出现原本只是网友在愚人节的恶搞，但是由于形象一经发出便热度极高，最后被Crypton承认其存在。重音Teto的设计由當時在2channel上的網友們討論並创作，後來由畫師「线」完成立繪，音频数据由小山乃舞世录制和处理，各自拥有相应的著作权，俩人同其他志愿者成立组合TwinDrill来运营Teto。2008年4月13日，Teto的第一部Utau声库发布。2023年4月27日，为纪念诞生15周年，Teto的Synthesizer V AI歌声庫发布。
重音Teto是Utau中最为熟知的角色，自Synthesizer V AI版发布更受Vocaloid文化圈之外的关注，并被使用在多首日本音乐市场成绩斐然的歌曲，最为突出是Satsuki的〈Mesmerizer〉和吉田夜世的〈Override〉进入Billboard Japan Hot 100分别最高第65位和第75位。

## 特征
重音Teto的文字设置是通过在提问中预测一个跟帖锚点编号作为答案的“安价”游戏方式决定，如下：
- 髮色：赤褐色
- 发型：像钻头一样的双马尾
- 身高：159.5cm
- 体重：47kg
- 眼睛颜色：鲜血般的红色
- 胸围：73cm
- 腰围：54cm
- 臀围：88cm
- 服装：军服
- 眼睛形状：椭圆（眼角下垂）
- 年龄：31歲
- 名字：Tetopettenson（日语：テトペッテンソン）
- 喜欢的东西：法式面包
- 性别：奇美拉
- 讨厌的东西：DMC
- 音源：小山乃舞世
- 性格：傲娇
- 擅长的事：延长租借DVD
- 不擅长的事：唱歌
- 喜欢的国家：挪威
- 宣传语：不管怎样的麦克风都能握得住
- 持有物：法式面包
- 口头语：你其實是笨蛋吧

其中，最初提议的名字“Tetopettenson”因为不会令人与Vocaloid产生联想，因而有人根据《Tetopettenson》其重复的歌词，提出意为重复的「Kasane」（重ね）作为姓氏，而被采纳。重音Teto的配音员為小山乃舞世（Oyamano Mayo，Oyamano Buyo），此化名取自大山羨代（Ōyama Nobuyo），又名Yamanon（やまのん），当时她初中毕业放假，逛2ch时看到Teto从角色信息到造型都被完善到能以假乱真的程度，但唯独缺少最重要的歌声，于是她把自己压低嗓子录制后再变形处理的声音发出来，想着自己作为先例其他人会跟着展现声音，但后续没人参与。因为声音是加工处理过，小山乃更喜欢形容自己是声音的制作者而不是中之人或配音员。Teto的原画设计由「线」创作，当时也是未成年。对应Synthesizer V AI歌声库的造型由坂内若设计，坂内若因为不过于动画的画风符合逼真的歌声而被相中，服装上结合军装和偶像风格，配色上选择灰色对应最初造型中的黑色。

## 反應
- SEGA與Crypton Future Media（下略作「Crypton」）會社合作的音樂遊戲。在2011年10月11日系列的第二輯發行的中，作為遊戲的兼容角色，可以用DLC模組方式下載重音Teto在遊戲中使用。在第四個項目符號中，於2012年11月6日發布DLC重音Teto模組。
- 重音Teto除了UTAU音源之外，由初音未來的Crypton會社於2017製作了重音Teto的Vocaloid音源，但未公開販售，並以重音Teto Vocaloid音源、UTAU音源和小山乃音源，合併使用在Niconico超會議2017的超歌舞伎花街詞合鏡上，劇目中，重音Teto擔任仲居重音此一角色，與初音未來是劇中唯二的虛擬偶像，劇目主題曲使用重音Teto的知名歌曲吉原哀歌。
- Crypton會社於手塚治虫誕生90週年及富田誕辰85週年，於2017年9月6日推出官方紀念CD，結合Vocaloid與UTAU兩大領域第一歌姬初音未來、重音Teto及真人聲優前田玲奈共同歌唱手塚治虫動畫歌曲。
- Crypton會社協助重音Teto申請商標著作權，並於2018年4月6日完成商標出願登録。
- 為慶祝重音teto 10周年，重音Teto生涯第一次個人演唱會“TETOFES”，將於10周年記念的“Teto之日”2018年10月7日灄谷DAIA開場。
- Crypton會社舉辦的公式“初音未來交響樂會2018-2019”（初音ミクシンフォニー2018-2019），重音teto正式登場，與Crypton虛擬歌姬、公子一同演出。

## 知名作品
以下列出重音Teto的人氣曲目。
| 歌曲名稱                           | 歌名翻譯                    | 作曲/作詞/編曲 | 投稿日期       | 備註 |
| ---------------------------------- | --------------------------- | -------------- | -------------- | --- |
| （页面存档备份，存于）             | 天真瀾漫機能                | chinaru        | 2010年4月1日   | UTAU唯八的傳說曲，截至2021年6月8日已有約295萬人觀看，重音Teto第一首傳說曲，也是最廣為人知的代表作之一，其真人翻唱甚至創下1500萬的觀看次數。                     |
| （页面存档备份，存于）             | 吉原哀歌                    |                | 2012年7月20日  | UTAU唯八的傳說曲，截至2021年6月8日已有約235萬人觀看，重音Teto第二首傳說曲，也是第二首代表作品，動畫PV是音源小山乃舞世親手繪製。                                 |
| （页面存档备份，存于）             | 生命苦短戀愛吧少女          |                | 2012年10月6日  | UTAU唯八的傳說曲，截至2021年6月8日已有約133萬人觀看，重音Teto第三首傳說曲。動畫PV是音源小山乃舞世親手繪製，調聲，風格輕快的電子曲，訴說人生成長間的變化與無奈。 |
| ODDS & ENDS （页面存档备份，存于） | ODDS & ENDS                 | ryo            | 2012年11月9日  | UTAU唯八的傳說曲，截至2021年6月8日已有約128萬人觀看，重音Teto第四首傳說曲。原作者是ryo，UTAU著名P主cillia改編為重音Teto版本，號稱非常強大的一首翻唱。           |
| （页面存档备份，存于）             | 合众的宝可梦 你可以這麼說！ | 生㌔P          | 2012年10月12日 | UTAU唯八的傳說曲，截至2021年6月8日已有約111萬人觀看，重音Teto第五首傳說曲。重音Teto擔任壓軸與其他VOCALOID歌手合唱，介紹精灵宝可梦的歌曲。                       |
| （页面存档备份，存于）             | 右轉少女                    |                | 2015年1月4日   | UTAU唯八的傳說曲，截至2021年6月8日已有約128萬人觀看，重音Teto第六首傳說曲。一首非常易记的搖滾曲。                                                               |
| （页面存档备份，存于）             | 謊言歌姬                    | mothy（悪ノP）      | 2008年8月27日  | UTAU殿堂曲，截至2021年6月8日已有約85萬人觀看。其音樂是將著名的惡之系列改編，原作者是mothy（悪ノP），重音Teto版本上傳者為telmin。                                     |
| （页面存档备份，存于）             | 有耳朵的機器人之歌          |                | 2008年6月10日  | UTAU殿堂曲，截至2021年6月8日已有約43萬人觀看，重音Teto第一首殿堂原曲。                                                                                          |
| （页面存档备份，存于）             | 火焰之心                    |                | 2013年12月27日 | UTAU殿堂曲，截至2021年6月8日已有約32萬人觀看，和UTAU另一名虛擬歌姬波音Ritsu合唱，熱血的搖滾曲。                                                                 |
| （页面存档备份，存于）             | 奇蹟                        |                | 2009年6月15日  | UTAU殿堂曲，截至2021年6月8日已有約26萬人觀看，重音Teto跨越難關、浴火重生由噓之歌姬成為奇蹟歌姬，感人的歌曲。                                                    |
| FIRST （页面存档备份，存于）       | FIRST                       | niki           | 2013年11月4日  | UTAU殿堂曲，截至2021年6月8日已有約44萬人觀看，原作者是SQUARE，UTAU著名P主cillia改編為重音Teto版本，被稱為極其接近真人歌聲，而且再生數超越原作的一首翻唱。       |